# Sun Channel
Sun Channel (anteriormente Sun Channel Tourism Television), es un canal de televisión por suscripción latinoamericano de origen venezolano, que emite programación variada dedicada al turismo de toda América y de cualquier parte del mundo.

## Historia
Se ubica en Caracas, Venezuela, donde se desarrolla la mayor parte de su programación para toda América Latina e inició sus transmisiones en 2006

## Programación
Sun Channel se dedica exclusivamente a la emisión de programas turísticos con el propósito de mostrar al público las diferentes expresiones culturales, gastronomía, biografías, paisajes y viajes. Además incluye programación que exprese la cultura musical, series cómicas, programas Lifestiles (Estilos de vida) y programas de telerrealidad, siempre y cuando mantenga la temática en la visión de los viajes y paisajes.
Cuenta con el reality show basada en la búsqueda de la nueva modelo e ícono del canal, llamada Sun Models y para ser la host del espacio de noticias del canal Sun News, se produce en Venezuela.

## Señal
Cuenta con una sola señal que se rige por el horario de México, Colombia, Venezuela y Argentina, además emite el separador del espacio publicitario.

### Señal en alta definición
La señal de alta definición del canal se lanzó el 12 de julio de 2012 emitiéndose en simulcast. Está disponible en los Estados Unidos a través de la plataforma VEMOX.